# Automatische Distanzregelung

Das rote Auto folgt dem blauen Auto halbautomatisch mit ACC

Eine automatische Distanzregelung (ADR) ist eine Geschwindigkeitsregelanlage in Kraftfahrzeugen, die bei der Regelung den Abstand zu einem vorausfahrenden Fahrzeug als zusätzliche Rückführ- und Regelgröße einbezieht. Die ADR gehört zu den Fahrerassistenzsystemen.
In der internationalen Automobilindustrie hat sich der englische Ausdruck Adaptive Cruise Control (ACC) etabliert (auf Deutsch: Adaptive Geschwindigkeitsregelung).
Das System wird ebenfalls als adaptive Geschwindigkeitsregelung oder Abstandsregeltempomat bezeichnet, wobei sich noch weitere Bezeichnungen verbreiten können, da Automobilhersteller ihre Systeme gerne individuell benennen, um sich besser abzugrenzen.
Das System ist oft Bestandteil eines radargestützten Notbremsassistenten und bei einigen Autos mit einer Stop-and-Go-Funktion ausgestattet.

## Technik

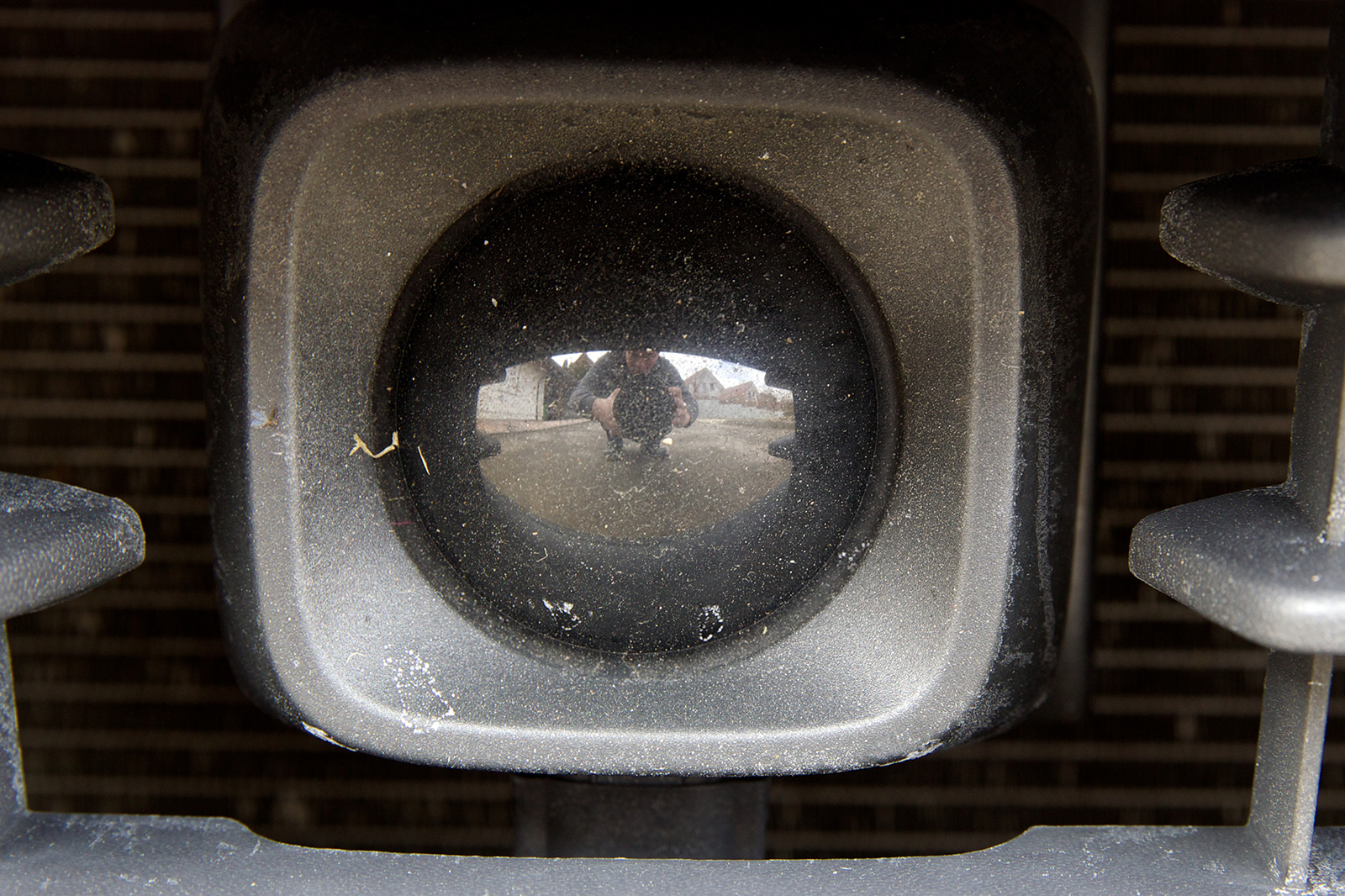
ACC-Sensor

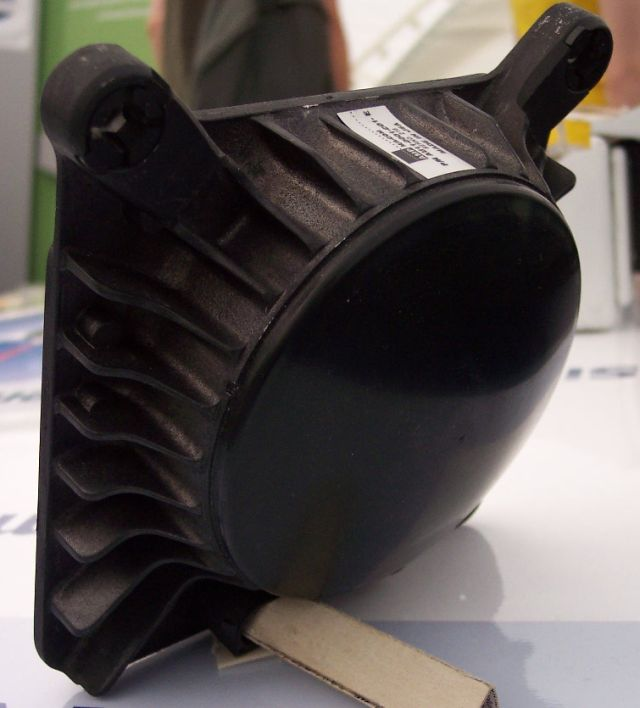
ACC-Radar Antenne

Bei einer ADR werden Position und Geschwindigkeit des vorausfahrenden Fahrzeugs mit einem Sensor ermittelt und die Geschwindigkeit sowie der Abstand des mit diesem System ausgerüsteten nachfolgenden Fahrzeugs entsprechend adaptiv mit Motor- und Bremseingriff geregelt (Längsregelung).
Eingesetzt wird eine ADR mehrheitlich in Fahrzeugen mit Automatikgetriebe, da die Gangwechsel hier selbstständig vom Getriebe ausgeführt werden. Bei Handschaltungen wird der Fahrer durch eine aufblinkende Anzeige zum Schalten aufgefordert.
Primäres Ziel ist die Komforterhöhung und Entlastung der Konzentration für den Fahrer auf langen Autobahnfahrten, aber auch im wenig flüssigen Stadtverkehr. Sekundär wird der Sicherheitsgewinn verfolgt:
- Einfache Systeme ermöglichen eine optische und akustische Warnfunktion für den Fahrer sowie eine max. Verzögerung beim Bremseingriff von bis zu 25 % der max. möglichen Verzögerung. Der Wert ist limitiert, um die Auswirkung von Fehldetektionen zu minimieren (gem. ISO 15622 – aber keine gesetzliche Vorschrift).
- Fortgeschrittene Systeme bereiten zudem die Bremsanlage auf eine evtl. folgende Notbremsung vor mit dem Ziel, den Anhalteweg zu verkürzen.
- Aktuelle Systeme können eine autonome Vollbremsung bis zum Stillstand ausführen (etwa im Stop-and-Go-Verkehr). Sie nutzen teils neben Radarsignalen auch Kamerabilder für den Nahbereich. Ein zukünftiger Schritt wird das automatische Ausweichen und Umfahren von Hindernissen sein.

Einige Hersteller bieten inzwischen zudem eine Follow-to-Stop-Funktion an, die einem vorausfahrenden Fahrzeug bis zum Stillstand folgt. Im Gegensatz zu dem Stop-and-Go-System fährt das Fahrzeug beim Follow-to-Stop nicht wieder automatisch an. Bei der Stop-and-Go-Funktion ist selbständiges Anfahren nach kurzem Stillstand oder fahrergetriggertes Wiederanfahren möglich (nach Fahrerbestätigung durch Antippen des Fahrpedals oder Betätigung des Bedienhebels) bei dem Fahrzeug bis zu der vom Fahrer vorgegebenen Geschwindigkeit wieder beschleunigen kann. Diese Funktion dient dem Komfortgewinn des Fahrers in Städten und im Stau auf der Autobahn.
Zur Abstandsmessung werden in den heutigen Fahrzeugen hauptsächlich Radarsensoren eingesetzt, Lidar-Systeme sind hingegen noch nicht weit verbreitet.

### Radar
Die Radar-Systeme arbeiten mit einer Leistung von ca. 10 mW. Diese Leistung ist so gering, dass keine gesundheitlichen Auswirkungen zu erwarten sind. Die für diese Applikation zugelassene Radarfrequenz liegt meist im Bereich 76–77 GHz, entsprechend einer Wellenlänge von etwa 4 mm (siehe Millimeterwelle). Ältere Entwicklungen nutzen den Frequenzbereich von 24 GHz. Diese Systeme lassen sich günstiger herstellen, jedoch ist die Nutzung dieses Frequenzspektrums zeitlich begrenzt. Zudem ergeben sich aus der größeren Wellenlänge bei 24 GHz größere Antennenstrukturen, welche vermieden werden. Neueste Systeme nutzen ein Spektrum im Bereich 77–81 GHz.

### Lidar
Die Lidar-Systeme arbeiten nicht mit sichtbarem Licht, sondern mit einer Strahlung im Infrarotbereich. Sie besitzen eine vergleichbar geringe Leistung, die augensicher ist (Laserklasse 1M). Die Technik besitzt den:
- Nachteil, kostenintensiver durch komplexere Technik zu sein, und die
- Vorteile, eine deutlich höhere Reichweite zu haben, dreidimensional zu erfassen und witterungsbeständig zu sein.

## Fahrsicherheit
Beeinträchtigungen von Fahrtauglichkeit und Aufmerksamkeit der Fahrzeugführer sind nicht nachgewiesen, jedoch wird immer wieder eine Risikokompensation befürchtet. Durch die Entlastung bei Routineaufgaben (ständiges Kontrollieren des Tachometers, Gasgeben und Bremsen) ermüdet der Fahrer möglicherweise weniger und kann sich dann besser auf das Verkehrsgeschehen konzentrieren. Ebenso verleitet es manche Fahrer bei schlechter Sicht, weitaus schneller als angebracht zu fahren, da davon ausgegangen wird, dass das System weiterhin einwandfrei arbeitet. Deshalb schalten manche Hersteller bei eingeschränkter Sicht die Systeme aus.

## Platooning
Adaptive Geschwindigkeitsregelung kombiniert mit Car-to-Car Communication ermöglicht Platooning. Hierbei fahren mehrere Fahrzeuge in sehr geringem Abstand hintereinander und können dadurch, vergleichbar dem Windschatten-Fahren beim Radrennen, Kraftstoff einsparen. Durch die verringerte Reaktionszeit auf 0,2 bis 0,3 Sekunden erhöht sich die Sicherheit. In Deutschland fehlen hierfür noch die rechtlichen Rahmenbedingungen.

## Automatische Distanzregelung bei verschiedenen Herstellern

### Audi, Bentley, Seat, Škoda und VW

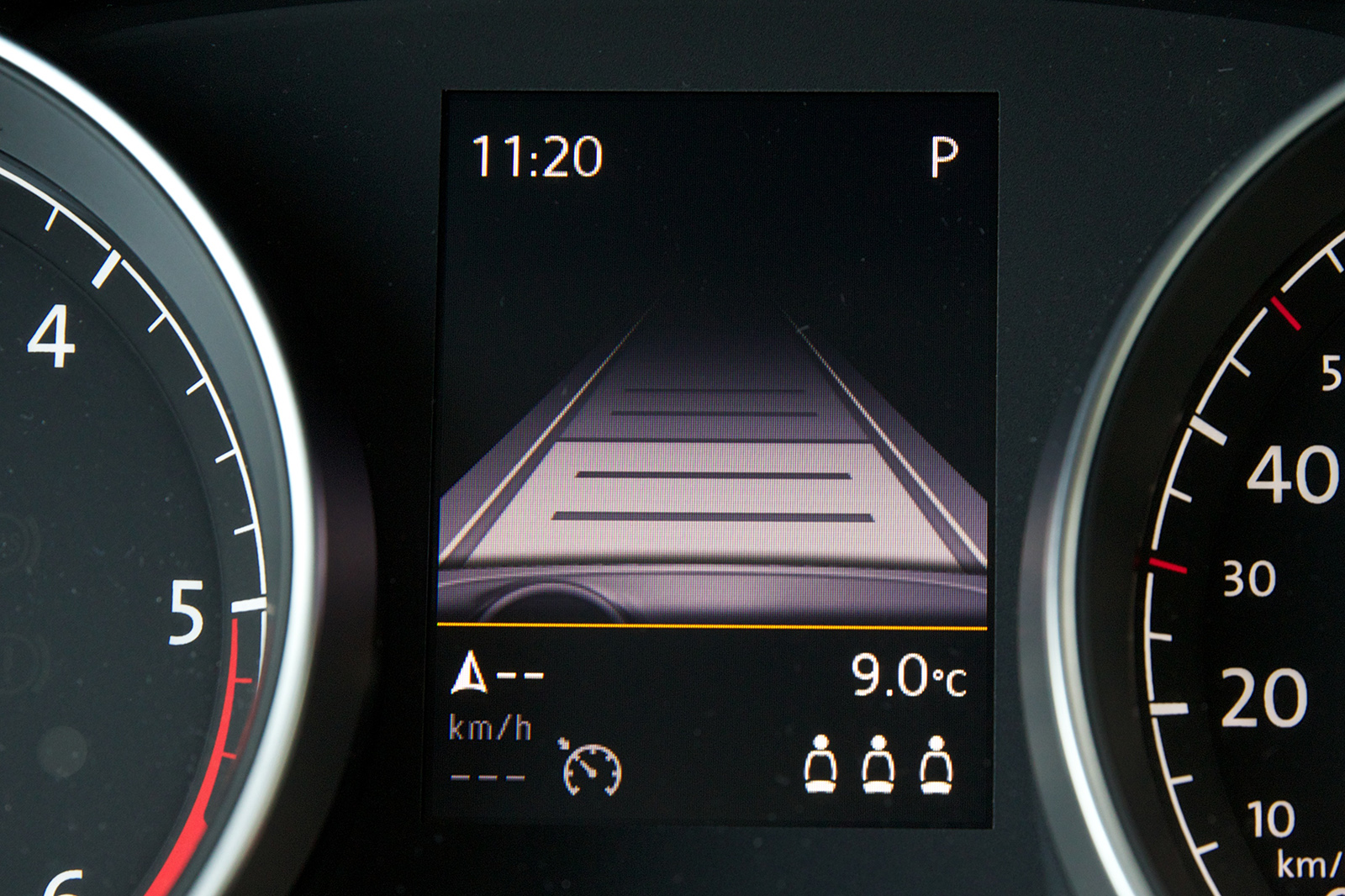
Abstandsgrafik

Seit 2002 bieten Audi und VW zunächst in ihren Oberklassemodellen A8 und Phaeton die adaptive Geschwindigkeitsregelung an. Seitdem wurden verschiedene überarbeitete Versionen auf den Markt gebracht:
- ACC der ersten Generation (aktiv von 30 bis 180 km/h): ab 2002 im A8 und Phaeton
- Zweite Generation (aktiv von 30 bis 200 km/h): ab 2004 im Audi A6 C6
- Dritte Generation (aktiv von 30 bis 210 km/h sowie ggf. eine Vorbereitung der Bremsanlage auf eine Notbremsung): ab 2005 im VW Passat B6
- Vierte Generation (aktiv von 0 bis 200 km/h): Warnung durch „Umfeldbeobachtung“ vor einer Gefahrensituation durch mehrere kurze, autonome Bremsrucke: ab 2006 im Audi Q7 und VW Touareg sowie seit 2007 auch im VW Phaeton, im Audi A4 B8 (Regelbereich im A4 B8 sowie im A5 nur von 30 bis 200 km/h) sowie im VW Passat CC.
- Das System der vierten Generation wurde aus dem VW Phaeton übernommen und wird seit 2007 auch in den Bentley Continental-Modellen GT, Flying Spur und auch im GTC optional angeboten.
- Fünfte und sechste Generation (aktiv von 0 bis 250 km/h): ab 2010 im A8. ACC mit Stop-&-Go-Funktion inklusive Audi pre sense. Nutzt zwei Radarsensoren, eine Videokamera und die Sensoren der Einparkhilfe. Im zähfließenden Verkehr oder im Stau regelt es das Abbremsen und das Anfahren. Das System erweitert die Warnfunktion der vierten Generation. In Verbindung mit den Radarsensoren des Spurwechselassistenten wird in Situationen, bei denen eine Kollision unvermeidlich ist, eine autonome Vollverzögerung eingeleitet, um die Stärke des Aufpralls so weit wie möglich zu verringern.
- Für den VW Golf VII ist ACC mit Stop-&-Go-Funktion und eine integrierte City-Notbremsfunktion sowie Front-Assist optional erhältlich.
- Mit dem VW Passat B8 wurde ein Stauassistent eingeführt. Das Fahrzeug kann bis 60 km/h teilautonom hinter einem Fahrzeug fahren. Dabei wird die Gas- und Bremsfunktion sowie die Lenkung übernommen. Der Fahrer muss lediglich die Hände am Lenkrad haben. Das System ist eine Fusion aus dem Spurhalteassistent und dem ACC-Sensor.
- Im Škoda Octavia III und im Seat Leon III ist der ACC seit 2013 verfügbar[2], im Škoda Fabia III ab Modelljahr 2017.[3]
- Im Audi A3 befindet sich das ACC-System ab Baujahr 2013.[4]
- Im Seat Ibiza ist ACC optional erhältlich.
- Bei allen Fahrzeugen, die auf dem modularen E-Antriebs-Baukasten basieren, ist ACC optional erhältlich.

### BMW
BMW bezeichnet das ACC-System als Aktive Geschwindigkeitsregelung, nicht zu verwechseln mit dem hauseigenen Adaptive Drive, einem aktiven Stabilisatoren-System.
Die erste Generation wurde im April 2000 in der 7er-Reihe (E38) eingeführt. Drei Radarkeulen messen einen Fahrwinkel von 8° auf eine Distanz von max. 150 m aus. Radarkeulen und Auswerteelektronik inklusive Längsregelung sind im ACC-Sensor integriert. Die zweite Generation wurde mit der 6er-Reihe (E63/E64) im Jahre 2004 eingeführt. Ein weiterentwickelter Radarsensor misst mit nun vier Radarkeulen einen Fahrwinkel von 16° aus. Zusätzlich fließen Informationen des Navigationssystems über Straßenart und -verlauf mit ein. Dadurch verhält sich die ACC-Regelung vorausschauender und somit komfortabler.
Im März 2007 wurde in der 5er-Reihe (E60/E61) die Aktive Geschwindigkeitsregelung um die Stop-&-Go-Funktion ergänzt. Das System ist von 0–180 km/h aktiv, in Stausituationen kann es automatisch dem Verkehr folgen und ggf. bis zum Stillstand bremsen. Innerhalb drei Sekunden nach Anhalten automatisch oder danach mittels Fahrerbestätigung fährt das Fahrzeug wieder an. BMW setzt dabei die Sicherheitsfunktion iBrake ein. In Gefahrensituationen werden die Aktivierungsschwellen des Bremsassistenten situationsabhängig abgesenkt, die Bremskreise vorbefüllt sowie die Bremsbeläge unmerklich an die Bremsscheiben angelegt und das Bremssystem somit für eine ggf. folgende Notbremsung durch den Fahrer vorbereitet. Die maximal mögliche Verzögerung beim Bremseingriff beträgt 40 % der Maximalbremskraft.
Die letzte Ausbaustufe (autonome Notbremsung mit maximaler Bremskraft) ist seit der Modellpflege des BMW 7er im Jahr 2012 erhältlich. Bei dieser sind die Sensorfunktionen der Kamera im Spiegelfuß und dem ACC-Sensor vereint. Die Abstandregelung wird dadurch feinfühliger und entspricht eher der menschlichen Fahrweise.

### Cadillac
Cadillac bot seit dem Jahr 2005 optional im Cadillac STS unter der Bezeichnung Adaptive Cruise Control eine ADR an, der ebenso bereits im Roadster XLR verfügbar war und auch wiederum in den neueren Modellen SRX, ATS und XTS, neben anderen Fahrassistenzsystemen, zur optionalen Ausstattung gehört.

### Chrysler
Seit Sommer 2007 bietet Chrysler für den 300C ein lidarbasiertes ACC-System von Hella als Extra an, jedoch nur für die SRT8-6.1-Motorisierung.

### Citroën
Citroën bietet für den C4 Picasso ab der Ausstattungslinie Intensive optional einen sogenannten aktiven Geschwindigkeitsregler an, welcher bei Geschwindigkeitsunterschieden im Bereich von 25 km/h arbeitet und mittels Radar einen vorgewählten Abstand aufrechterhält.

### Ford
Seit Juni 2006 ist für den Ford S-MAX und Galaxy eine adaptive Geschwindigkeitsregelung als Sonderausstattung erhältlich. Das System ist seit Juni 2007 für den Mondeo und seit April 2011 für den Focus bestellbar. ACC ist zwischen 30 und 200 km/h aktiv und enthält mit dem Auffahrwarnsystem Forward Alert (FA) eine Funktion, die per akustischer und optischer Anzeige vor einem drohenden Auffahrunfall warnt. FA spannt im Falle einer Erkennung die Bremse vor, erhöht damit die Bremskraft und verkürzt dadurch den Bremsweg. Der Abstand kann dabei in fünf Stufen (dicht bis weit) durch den Fahrer gewählt werden.
Seit dem Baujahr 2018 im S-MAX mit Stop & Go ab 0 – 200 km/h. Bremsung bis 0 km/h. Bis 3 Sekunden wird selbsttätig dem vorausfahrenden Fahrzeug gefolgt. Danach muss entweder das Gaspedal kurz betätigt werden oder über den Res-Taster die Weiterfahrt erlaubt werden, ähnlich wie bei BMW.

### Honda
2003 hat der Honda Inspire den radargestützten Intelligent Highway Cruise Control (IHCC) eingeführt. Seit Herbst 2006 sind der Legend, der Accord sowie ab Baujahr 2007 auch der neue CR-V mit ADR erhältlich.

### Jaguar und Land Rover
Jaguar bietet ab 1999 die ADR in den XF-, XJ- und XK-Modellen an. Ein Jaguar XKR war auch laut Jaguar-Website das erste Auto überhaupt, das mit einer solchen Einrichtung auf den Markt kam.
Die Marke Land Rover offeriert im Range Rover Sport die adaptive Geschwindigkeitsregelung.

### Lexus
In Nordamerika bot Lexus bereits seit dem Jahr 2000 im LS ein laser-basiertes adaptives Geschwindigkeitsregelsystem an. Seit August 2004 ist das Modell LS in Europa mit einem Millimeterwellen-Radar-basierten adaptiven Geschwindigkeitsregelsystem erhältlich, das mit dem PCS-Sicherheitssystem (Pre Crash Safety System) zusammenarbeitet. Seit 2006 ist das System auch für die Lexus-Modelle IS, RX und GS erhältlich.

### Mazda
Mazda bietet unter dem Begriff MRCC „Mazda Radar Cruise Control“ seit 2012 eine radargestützte ADR an. Dieser war zunächst nur für den Mazda 6 erhältlich. Das System arbeitet im Geschwindigkeitsbereich von 30 bis 200 km/h und erfasst Fahrzeuge in bis zu 140 Metern Entfernung. Mittlerweile ist dieses System auch für den Mazda 3, CX5 und CX3 konfigurierbar und wird mit anderen zusätzlichen elektronischen Fahrassisstenzsystemen unter dem Begriff i-Activesense vertrieben.

### Maybach und Mercedes-Benz
Bereits 1999 brachte Mercedes-Benz unter dem Namen Distronic in der S-Klasse (Baureihe 220) eine ADR auf den Markt, welcher ab 1999 auch in der neuen CL-Klasse (C 215) verfügbar wurde. Die Distronic regelt im Bereich von 30 bis 160 km/h den Abstand (wahlweise gering bis groß) zum Vorausfahrenden. Sollte eine starke Bremsung nötig sein, wird der Fahrer optisch und akustisch gewarnt. Seit der Modellpflege der Baureihen W 220 und des C 215 kam ein Radar mit einem Aktivbereich von 30 bis 180 km/h zum Einsatz. Die Distronic wird bis heute auch in den aktuellen Baureihen der A-, B-, C, CLK-, CLS-, ML-, GL-, E-, R- und SL-Klasse sowie im Maybach 57 und 62 optional angeboten.
2001 entwickelte Mercedes-Benz ebenfalls unter dem Namen Telligent den nach eigenen Angaben ersten ADR für schwere Nutzfahrzeuge, der zur Anpassung des Sicherheitsabstandes nicht nur den Motor drosselt, sondern auch das Bremssystem ansteuert.
2005 kam in der neuen S-Klasse (W/V 221) die Distronic Plus auf den Markt. Ein zusätzliches Millimeterwellenradar für den Nahbereich erhöht die Messsicherheit und den Funktionsumfang. Die Distronic Plus ist im Bereich von 0 bis 200 km/h aktiv. Zugleich wird das Nahbereichsradar als Einparkhilfe ohne sichtbare Sensoren genutzt und funktioniert ohne Ultraschall. In einer Gefahrensituation wird der Fahrer optisch sowie akustisch gewarnt und − wenn er reagiert − durch BAS Plus (radargesteuerter Bremsassistent) bis zum Stillstand mit der optimalen Bremskraft unterstützt. Bei dieser sogenannten Zielbremsung wird nur so viel Bremskraft wie nötig aufgebracht, um einen Unfall zu verhindern. Somit verlängert sich für den nachfolgenden Verkehr die zur Verfügung stehende Anhaltestrecke, um Auffahrunfälle zu vermeiden. BAS Plus kann jederzeit vom Fahrer übersteuert werden.
Die neue ADR sorgte im November 2005 bei einem Test der Auto Bild in Zusammenarbeit mit DaimlerChrysler für Aufsehen. Bei diesem Test sollte das neue Abstandsregelsystem der S-Klasse vorgeführt werden. Die Fahrsituation im Nebel konnte nur in einer Halle simuliert werden. In dieser funktionierte das System jedoch sowohl aufgrund des Stahlaufbaus der Halle als auch aufgrund der vielen elektronischen Anlagen in selbiger nicht immer. Da die Mitarbeiter von DaimlerChrysler dies schon im Vorfeld wussten, wurde auf dem Hallenboden ein Brett angebracht, ab dem der ebenfalls in die Problematik eingeweihte und für diesen Versuch als Fahrer eingesetzte Auto-Bild-Redakteur Michael Specht bremsen sollte. Der erste Versuch scheiterte und das von Specht gelenkte Fahrzeug fuhr im künstlichen Nebel auf das letzte Fahrzeug des simulierten Stauendes auf. Bei weiteren, in gleicher Weise fingierten Tests gelang es Specht, das Fahrzeug rechtzeitig zum Stillstand zu bringen.
Da das Kamerateam durch Mikrofone, die zuvor schon den fehlenden Warnton im Fahrzeuginnenraum registrierten, die internen Gespräche zwischen Specht und den Mitarbeitern von DaimlerChrysler mithören konnte, flog der Schwindel auf. DaimlerChrysler entschuldigte sich für den Vorfall und bot einen erneuten Test an. Der Versuch wurde mit neutralen Fahrern unter normalen Bedingungen im Freien wiederholt, wobei das System in 16 Versuchen einwandfrei funktionierte.
2009 wurde die Leistungsfähigkeit der PRE-SAFE-Bremse erweitert: Bei der E-Klasse (Baureihe W/S 212) reagiert das Fahrzeug bei drohender Auffahrunfallgefahr zunächst mit einer optischen und akustischen Warnung, anschließend mit einer Teilbremsung. Sollte der Fahrer nicht reagieren und der Unfall als unvermeidbar erkannt werden, wird eine zeitlich begrenzte autonome Vollbremsung angefordert. Dadurch kann die Schwere des Aufpralls nochmals deutlich reduziert werden. Das System kann vom Fahrer jederzeit übersteuert werden.
2011 ist die Distronic Plus in der neuen B-Klasse und im März 2011 in die Modell-Pflege der C-Klasse integriert worden. 2012 war sie dann in der neuen A-Klasse angekommen und regelt hier sogar bis zum vollständigen Stopp.

### Mitsubishi
1992 hat Mitsubishi als weltweit erster Hersteller im Debonair ein Lidar-gestütztes Abstandsmessungssystem eingeführt. Es hieß Distance Warning und konnte den Fahrer nur warnen, aber nicht die Drosselklappe, Bremsen oder Schaltung beeinflussen. 1995 wurde beim Diamante das lasergestützte Preview Distance Control eingeführt. Es konnte die Drosselklappe und Schaltung betätigen, aber nicht bremsen. Mit der Einführung des neuen Outlander im Jahre 2012 wurde die ADR, bei Mitsubishi ACC genannt, erstmals angeboten. Sie wird kombiniert mit einem Auffahrwarnsystem, das bei Abstandsunterschreitung aktiv bremst. Bei Geschwindigkeiten unter 30 km/h bremst der Wagen bis zum Stillstand.

### Nissan
1998 brachte Nissan eine ADR auf Lidarbasis im Nissan Cima. Ab dem Jahr 2000 kamen weitere Plattformen mit ADR auf Infrarotbasis auf den europäischen und nordamerikanischen Markt.
Ab Mitte 2002 gab es den ADR beim Primera als Option, jedoch nur bei der Version „Tekna“ mit dem 2-Liter-Motor (103 kW/140 PS) und der 6-Gang-CVT-Automatik mit Tiptronic. Er war zu seiner Zeit der einzige Mittelklassewagen in Deutschland, der mit dieser Technik ausgerüstet werden konnte.
Seit 2005 bietet Nissan die Erweiterung zum Stauassistenten an. Mit über 17 Plattformen weltweit ist das Nissan-ACC-System mit Abstand das meistverkaufte.

### Opel
Den adaptiven Geschwindigkeitsregler mit automatischer Gefahrenbremsung führte Opel 2011 im Zafira Tourer ein, im Jahr 2012 sind auch die Modelle Astra, Insignia und Insignia Sports Tourer mit diesem Assistenzsystem erhältlich.

### Toyota
1997 hat Toyota das „Laser Adaptive Cruise Control“ (Lidar)-System im Celsior eingeführt. Es konnte die Geschwindigkeit durch Drosselklappe und Schaltung reduzieren, aber nicht die Bremsen betätigen. Die Bremsbetätigung wurde 2000 eingeführt. 2003 wurde der Lidarsensor durch ein Millimeterwellen-Radar ersetzt. In Deutschland ist dieses System seit 2009 verfügbar und wurde immer wieder verbessert. Die aktuellen Baureihen Prius, Avensis, RAV4 und C-HR sind mittlerweile mit Abstandsradar erhältlich; teilweise findet man dieses Ausstattungsmerkmal sogar im jeweiligen Basismodell. Das im Prius 4 verbaute System kann in Verbindung mit dem PreCrash-Assistenten das Fahrzeug auch bis zum Stillstand abbremsen bzw. den Fahrer bei einer Vollbremsung unterstützen.
Seit 2017 werden alle neuen Modelle mit einer radarbasierten ADR als Teil des „Toyota Safety Sense™ P (TSS-P)“-Systems ausgeliefert. Die DRCC (Dynamic Radar Cruise Control) besteht aus einem nach vorne gerichteten Radarsensor im Kühlergrill und einer Kamera in der Windschutzscheibe und kann die Eigengeschwindigkeit regeln, um den Abstand zu voraus fahrenden Fahrzeugen einzuhalten.

### Volvo
Ab dem Jahr 2006 bot Volvo im Topmodell S80 eine ADR als Sonderausstattung an. 2007 kamen die Modellreihen V70 und XC70 hinzu. Das System führt die bekannte Abstandsregelung aus und verfügt darüber hinaus über den Bremsassistent Pro, dieser bereitet in Notsituationen die Bremsanlage auf eine Notbremsung vor, zudem wird der Fahrer über ein Head-up-Display optisch sowie durch Warntöne akustisch auf die Gefahrensituation hingewiesen.
Für das Jahr 2008 war eine Funktionserweiterung geplant, welche eine automatische Teilbremsfunktion mit 50 % der Maximalbremskraft umfasst. Hierbei wird ergänzend zum Radarsystem eine Kamera eingesetzt, welche auch stehende Hindernisse wie Tiere, ein Stauende etc. sicher erkennt. Stimmen die Messwerte von Kamera- und Radarsystem überein, so wird der Fahrer gewarnt. Reagiert der Fahrer dennoch nicht, wird bei aktiver Folgefahrt die oben genannte Teilbremsung ausgeführt – jedoch erst, wenn eine Kollision mit dem Hindernis gerade noch vermieden werden kann. Dies ist ein Kompromiss aus hohem Schutz bei gleichzeitig längstmöglicher Erhaltung der Handlungsfreiheit des Fahrers.

## Anwendung im Motorrad
Seit 2020 ist das ACC-System erstmals auch in den Motorrädern R 1250 RT und R 18 Bagger/Transcontinental optional verfügbar. Das Fahren in Motorradkolonnen und auf kurvigen Straßen stellt an das System höhere Anforderungen, weil die Motorradsilhouette kleiner als bei anderen Fahrzeugen ist und bei Motorradkolonnen versetzt gefahren wird. Der Abstand kann in drei Stufen eingestellt werden, der Geschwindigkeitsbereich ist zwischen 50 und 180 km/h. Die ADR-Funktion kann jederzeit mit einem Bremseingriff deaktiviert werden, während sie bei kurzer Kupplungsbetätigung zum Gangwechsel aktiv bleibt. Notbremsungen werden mit einem dynamischen Bremslicht signalisiert.